# Boling-Iago, Texas
Boling-Iago, Texas (енгл. Boling-Iago) град је у америчкој савезној држави Тексас.

## Демографија
По попису из 2000. године број становника је 1.271.
| Група             | 2000.       | 2010.    |
| Белци             | 550 (43,3%) | 0 (0,0%) |
| Афроамериканци    | 75 (5,9%)   | 0 (0,0%) |
| Азијати           | 0 (0,0%)    | 0 (0,0%) |
| Хиспаноамериканци | 646 (50,8%) | 0 (0,0%) |
| Укупно            | 1.271       | 1.342    |